# テクノスター
株式会社テクノスターは、東京都港区に本社を置き、CAE汎用ソフトウェアの開発、販売、保守、教育、および 受託業務を行っている日本の企業。

## 製品ライン

### Jupiter-Solutions
テクノスターが扱う主力製品 Jupiter-Solutions に含まれるソフトウェア群は以下の通り。

#### モデリング＆ビジュアライゼーションテクノロジー
- Jupiter-Pre - 3D FEMモデリング
- Jupiter-Post - 3D CAE ポストプロセッシング
- TS-Solver　-　ソルバー　非線形対応
- Jupiter-Personal Viewer - 簡易CAE ポストプロセッシング
- Jupiter-Designer

#### 造船業界向けソリューション
- TSV-BLS - 揚重吊り上げ計画業務のための3次元シミュレーションシステム

#### ソルバーテクノロジー
- TS-Solver - Nastran互換の高速解析ソルバー

#### 教育機関向け
- Jupiter-Academic Professional Edition - Jupiter-Pre、Jupiter-Post、Jupiter-Solverをまとめた教育機関専用の廉価版パッケージ

#### リバースエンジニアリング
- TSV-ReverseX - STLデータCADデータ自動変換
- TSV-ReverseZ - 計測データCADデータ自動変換

## 沿革
- 2002年 東京都港区南青山にて業務開始。
- 2003年 本社を港区六本木2丁目に移転。
- 2006年 TechnoStar China（中国オフィス）を北京に設立。
- 2012年1月 TechnoStar Korea（韓国オフィス）を設立
- 2012年10月 本社を港区赤坂7丁目 青山安田ビル内に移転。